# Андріївка (Городнянська міська громада)
Андрі́ївка — село в Україні, у Городнянській міській громаді Чернігівського району Чернігівській області.

## Історія
Село засноване 1715 року. Назва походить від імені її власника Андрія Стаховича.
Поблизу села розташоване поселення і 3 курганні могильники часів Русі.
Село згадується у податкових реєстрах 1750—1756 роках.
За 3 км на південний захід знаходилося колишнє село Зоряне.
12 червня 2020 року, відповідно до розпорядження Кабінету Міністрів України № 730-р «Про визначення адміністративних центрів та затвердження територій територіальних громад Чернігівської області», село увійшло до складу Городнянської міської громади.
19 липня 2020 року, в результаті адміністративно-територіальної реформи та ліквідації Городнянського району, село увійшло до складу Чернігівського району.

## Населення
Згідно з переписом УРСР 1989 року чисельність наявного населення села становила 307 осіб, з яких 131 чоловік та 176 жінок.
За переписом населення України 2001 року в селі мешкало 210 осіб.

### Мова
Розподіл населення за рідною мовою за даними перепису 2001 року:
| Мова       | Кількість | Відсоток |
| ---------- | --------- | -------- |
| українська | 205       | 98.08%   |
| російська  | 2         | 0.96%    |
| білоруська | 2         | 0.96%    |
| Усього     | 209       | 100%     |

## Пам'ятки
На братський могилі радянських вояків, які загинули 1943 року під час боїв за село у німецько-радянській війні, споруджено нагробок.
У 1959 року встановлено пам'ятник воїнам-односельцям, що полягли (387 чол.) у німецько-радянській війні.

## Персоналії
Циганов Гавриїл Петрович (1875 - після 1917) - член IV Державної думи від Чернігівської губернії, селянин.